# Cleveland Browns 1970
La stagione 1970 dei Cleveland Browns è stata la 21ª della franchigia nella National Football League, la prima dopo la fusione AFL-NFL. La squadra concluse con un record di 7-7, mancando l'accesso ai playoff per la prima volta dopo tre stagioni. In questa stagione vi fu il primo scontro con i Cincinnati Bengals fondati da Paul Brown, licenziato otto anni prima da Cleveland.

## Roster
| Roster dei Cleveland Browns nel 1970 |
| --- |
| Quarterback - 11 Don Gault - 15 Mike Phipps - 16 Bill Nelsen Running Back - 26 Reece Morrison PR - 27 Randy Minniear - 30 Ken Brown - 35 Bo Scott FB - 36 Steve Engel - 44 Leroy Kelly Wide Receiver - 41 Dave Jones - 43 Fair Hooker - 85 Homer Jones KR - 86 Gary Collins Tight End - 83 Chip Glass - 89 Milt Morin Offensive Linemen - 54 Fred Hoaglin C - 55 Chuck Reynolds C - 60 Al Jenkins G - 62 Joe Taffoni T - 64 Jim Copeland G - 65 John Demarie G - 66 Gene Hickerson G - 78 Bob McKay T - 77 Dick Schafrath T Defensive Linemen - 70 Joe Righetti DT - 71 Walter Johnson DT - 72 Jerry Sherk DT - 75 William Yanchar DT - 80 Joe Jones DE - 81 Jack Gregory DE - 88 Ron Snidow DE Linebacker - 50 John Garlington OLB - 51 Dale Lindsey MLB - 52 Billy Andrews OLB - 53 Tom Beutler OLB - 56 Bob Matheson MLB - 59 Rudy Kuechenberg OLB - 82 Jim Houston OLB Defensive Back - 20 Freddie Summers CB/S - 23 Rickey Stevenson CB/S - 24 Ernie Kellerman S - 28 Ben Davis CB - 29 Walt Sumner CB - 33 Tom Schoen S - 34 Mike Howell S - 40 Erich Barnes CB Special Team - 12 Don Cockroft K/P |
| Legenda - I rookie sono in corsivo. - Il primo ruolo è il principale mentre gli eventuali successivi indicano i ruoli secondari. - (IR) sta per Injured Reserve ed indica la lista ristretta per un solo giocatore infortunato che può tornare ad allenarsi dopo la settimana 6 e a rientrare in prima squadra dopo che questa ha giocato 8 partite. - (NF-Inj.) / (NF-Ill.) stanno rispettivamente per Non-Football Injured e Non-Football Illness ed indicano le liste dove viene inserito un giocatore che ha un infortunio o una malattia non dipendente dal football americano. - (PUP) sta per Physically Unable to Perform ed indica la lista dove viene inserito un giocatore mentre è in attesa di recuperare la condizione fisica. Nella stagione regolare dopo la sesta partita giocata dalla propria squadra, il giocatore ha tempo tre settimane per riprendere ad allenarsi, più tre settimane aggiuntive dal suo rientro agli allenamenti per rientrare in prima squadra. |

## Calendario
| Stagione regolare |              |                        |           |        |                                 |          |         |
| Turno             | Data         | Avversario             | Risultato | Record | Stadio                          | Pubblico | Sintesi |
| 1                 | 21 settembre | New York Jets          | V 31–21   | 1–0    | Cleveland Municipal Stadium     | 85,703   | Recap   |
| 2                 | 27 settembre | at San Francisco 49ers | S 31–34   | 1–1    | Kezar Stadium                   | 37,502   | Recap   |
| 3                 | 3 ottobre    | Pittsburgh Steelers    | V 15–7    | 2–1    | Cleveland Municipal Stadium     | 84,349   | Recap   |
| 4                 | 11 ottobre   | Cincinnati Bengals     | V 30–27   | 3–1    | Cleveland Municipal Stadium     | 83,520   | Recap   |
| 5                 | 18 ottobre   | Detroit Lions          | S 24–41   | 3–2    | Cleveland Municipal Stadium     | 83,577   | Recap   |
| 6                 | 25 ottobre   | at Miami Dolphins      | V 28–0    | 4–2    | Miami Orange Bowl               | 75,313   | Recap   |
| 7                 | 1 novembre   | San Diego Chargers     | S 10–27   | 4–3    | Cleveland Municipal Stadium     | 80,047   | Recap   |
| 8                 | 8 novembre   | at Oakland Raiders     | S 20–23   | 4–4    | Oakland–Alameda County Coliseum | 54,463   | Recap   |
| 9                 | 15 novembre  | at Cincinnati Bengals  | S 10–14   | 4–5    | Riverfront Stadium              | 60,007   | Recap   |
| 10                | 22 novembre  | Houston Oilers         | V 28–14   | 5–5    | Cleveland Municipal Stadium     | 74,723   | Recap   |
| 11                | 29 novembre  | at Pittsburgh Steelers | S 9–28    | 5–6    | Three Rivers Stadium            | 50,214   | Recap   |
| 12                | 7 dicembre   | at Houston Oilers      | V 21–10   | 6–6    | Houston Astrodome               | 50,582   | Recap   |
| 13                | 12 dicembre  | Dallas Cowboys         | S 2–6     | 6–7    | Cleveland Municipal Stadium     | 75,458   | Recap   |
| 14                | 20 dicembre  | at Denver Broncos      | V 27–13   | 7–7    | Mile High Stadium               | 51,001   | Recap   |

Note: gli avversari della propria division sono in grassetto.

## Classifiche
| AFC Central         |   |    |   |      |      |       |     |     |     |
|                     | V | S  | P | %    | CONF | DIV   | PF  | PS  | STR |
| Cincinnati Bengals  | 8 | 6  | 0 | .571 | 3–3  | 7–4   | 312 | 255 | V7  |
| Cleveland Browns    | 7 | 7  | 0 | .500 | 4–2  | 7–4   | 286 | 265 | V1  |
| Pittsburgh Steelers | 5 | 9  | 0 | .357 | 3–3  | 5–6   | 210 | 272 | S3  |
| Houston Oilers      | 3 | 10 | 1 | .231 | 2–4  | 3–7–1 | 217 | 352 | S3  |

Note: I pareggi non venivano conteggiati ai fini della classifica fino al 1972.